# ДЮФШ «Динамо» імені Валерія Лобановського
Дитячо-юнацька футбольна школа Динамо ім. Валерія Васильовича Лобановського — дитячо-юнацька спортивна школа, створена 1950-х років як школа-інтернат (англ. boarding school). На даний момент у школі навчаються та тренуються діти трьох вікових груп від 7 до 17 років..
Футбольна інфраструтура школи відома також як навчально-тренувальна база (НТБ) «Нивки». На полях НТБ «Нивки» проходять змагання ДЮФЛ України.

## Історія
- Кінець 1950-х років — дата заснування дитячо-юнацької спортивної школи «Динамо». В перші роки школа існувала як об'єднання підготовчих груп команди «Динамо» (Київ). Першими тренерами стали Фоміних Микола Федорович та Мельниченко Микола Павлович.

- 1957 рік — офіційно створена ДЮСШ «Динамо» (Київ).

- 1967 рік — створена ДЮСШ при Київській міській раді «Динамо».

- 1974 рік — ДЮСШ «Динамо» переведено до рангу СДЮШОР (спеціалізована дитячо-юнацька школа олімпійського резерву).

- 1999 рік — створено футбольну академію «Динамо» (Київ), для тренувань та відпочинку футболістів 7-17 років.

- 2002–2003 роки — проведено реконструкцію НТБ «Нивки» і заклад було перейменовано на Дитячо-юнацьку футбольну школу «Динамо» Київ ім. Валерія Васильовича Лобановського.

- 2 жовтня 2003 року — офіційне відкриття нового навчально-тренувального комплексу дитячо-юнацької футбольної школи імені Валерія Лобановського відбулось. У відкритті брали участь відомі політики та діячі того часу, зокрема колишній Президент України Леонід Кучма, президент «Динамо» Ігор Суркіс, колишній мер Києва Олександр Омельченко, колишній президент Федерації футболу України Григорій Суркіс, колишній головний тренер національної збірної Олег Блохін, а також колишні футболісти «Динамо» різних років Євген Рудаков, Андрій Баль, Віталій Хмельницький, Михайло Коман, Йожеф Сабо, Андрій Шепель.

## Список працівників

### Нинішні тренери
В даний момент в ДЮФШ працюють тренери: Олександр Шпаков, В. Назаров.

### Колишні тренери
Тренерами школи в різні роки були: Олександр Леонідов, Євген Котельников, Леонід Островський, Іван Терлецький, Анатолій Бишовець, В'ячеслав Семенов, Володимир Онищенко, Вадим Соснихін, Андрій Біба, Володимир Мунтян, Федір Медвідь, Віталій Голубєв, Олександр Сопін, Олександр Лисенко, Анатолій Крощенко, Віталій Хмельницький, Євген Рудаков, Віктор Кащей, Максим Шацьких та багато інших.

### Нинішній директор
В даний момент директором ДЮФШ є Олександр Олексійович Іщенко.

### Колишні директори
Директорами школи «Динамо» в різні часи були: Микола Кузнецов, Анатолій Бишовець, Михайло Коман, Віктор Каневський, Олег Базилевич, Іван Терлецький, Валерій Курочкин, Анатолій Шепель.

## Список вихованців
Подано гравців, що виступали в майбутньому за національну збірну СРСР чи України
| - Вадим Соснихін (1959—1962) - Анатолій Бишовець (1958—1964) - Володимир Мунтян (?–1965) - В'ячеслав Семенов (?–1966) - Анатолій Шепель (1962—1968) - Олег Блохін (1962—1969) - Володимир Онищенко (?–1970) | - Олексій Михайличенко (1973—1981) - Олександр Шовковський (1983—1992) - Сергій Федоров (?–1992) - Андрій Шевченко (1986—1994) - Віталій Лисицький (?–1998) - Євген Чеберячко (1998—2000) - Олександр Кучер (1998—2000) - Рустам Худжамов (?–2000) - Олександр Алієв (1999—2001) | - Олександр Яценко (1998—2002) - Олександр Рибка (2000—2004) - Денис Олійник (2004—2006) - Роман Зозуля (2002—2006) - Олег Допілка (2003) - Андрій Ярмоленко (2003) - Микола Морозюк (2003—2005) - Артем Кравець (2004—2006) |

## Змагання
Команди ДЮФШ «Динамо» Київ беруть участь у наступних змаганнях:
- U-14 — U-16 чемпіонат ДЮФЛ України

- U-10 — U-15 чемпіонат міста Києва з Футболу

- Кубок міста Києва з Футболу.

- Різні міжнародні юнацькі турнірі.

### Досягнення
- 16 серпня 2012 року — випускна група ДЮФШ «Динамо» ім. Валерія Лобановського (футболісти 1996 року народження) перемогла на представницькому міжнародному турнірі пам'яті Юрія Куреніна, що пройшов у Мінську.[2].